# 리눅스 배포판
리눅스 배포판(-配布版, Linux distribution, 간단히 distro)은 리눅스 커널, GNU 소프트웨어 및 여러 가지 자유 소프트웨어로 구성된 운영 체제이다. 유닉스 계열 OS들과는 달리 유닉스에 기반을 두지 않고 기술적으로 독립적인 환경에서 유닉스를 모방하여 개발되었다.
회사 차원에서 관리하고 배포하는 레드햇 리눅스, 우분투, 수세 리눅스 등도 있고, 커뮤니티 차원에서 관리하고 배포하는 데비안, 젠투 리눅스, 페도라 등이 있다. 여러 소프트웨어를 모으고 시험하여 배포판을 만든다. 오늘날에는 전 세계적으로 약 300여 가지의 배포판이 존재한다.

## 역사

안드로이드를 포함한 다양한 리눅스 배포판 개발을 표현한 타임라인. 2019년 기준.

리누스 토르발스는 리눅스 커널을 개발하고 1991년에 0.01 첫 버전을 배포하였다. 리눅스는 처음에 소스 코드로만 배포되었다가 나중에 다운로드 가능 플로피 디스크 이미지 한 쌍, 즉 하나는 리눅스 커널 자체를 포함한 부팅 가능한 이미지, 다른 하나는 파일 시스템 설정을 위한 GNU 유틸리티 및 도구들이 모여있는 이미지로 배포되었다. 특히 사용 가능한 소프트웨어의 양이 늘어나는 동안 설치 절차가 복잡했기 때문에 배포판들이 이를 단순케 하기 위해 우후죽순 생겨나기 시작했다.
초기 배포판에는 다음을 포함한다:
- H. J. Lu의 Boot-root
- MCC 인테림 리눅스 - 1992년 2월에 다운로드 이용이 가능해졌다.
- 소프트랜딩 리눅스 시스템(SLS) - 1992년 출시되었다.
- Yggdrasil Linux/GNU/X - 1992년 12월 처음 출시된 상용 배포판이다.

## 설치 없는 배포판 (라이브 CD/USB)
라이브 배포판은 하드 디스크 드라이브에 설치, 시동하지 않고 광 디스크나 USB 플래시 드라이브와 같은 이동식 기억 매체로부터 부팅할 수 있는 리눅스 배포판이다.

## 목록
| 이름                          | 만든이                                   | 첫 판이 나온 날      | 기반이 되는 배포판 | 권장되는 장치                     | 다운로드                                                                  |
| ----------------------------- | ---------------------------------------- | -------------------- | ------------------ | --------------------------------- | ------------------------------------------------------------------------- |
| SLS(Softlanding Linux System) | 피터 맥도널드                            | 1992년 5월           | 독립               | 데스크톱                          |                                                                           |
| Yggdrasil Linux               | Yggdrasil Computing, Incorporated        | 1992년 11월 24일     | 독립               | 데스크톱                          |                                                                           |
| 오픈수세                      | 노벨                                     | 2006년               | SUSE               | 데스크톱                          | http://www.opensuse.org                                                   |
| 페도라                        | 페도라 계획/레드햇                       | 2003년 11월 5일      | RHEL               | 데스크톱                          | http://www.fedoraproject.org                                              |
| 리눅스 민트                   | 리눅스 민트 커뮤니티                     | 2006년 8월 27일      | 우분투             | 데스크톱                          | http://www.linuxmint.com                                                  |
| 우분투                        | 캐노니컬                                 | 2004년 10월 20일     | 데비안             | 데스크톱, 서버                    | http://www.ubuntu.com                                                     |
| CentOS                        | CEntOS 계획                              | 2004년 3월           | RHEL               | 서버                              | http://centos.org                                                         |
| 젠투 리눅스                   | 다니엘 로빈스                            | 2002년 3월           | 독립               | 데스크톱                          | http://www.gentoo.org                                                     |
| 데비안                        | 이안 머독                                | 1993년 8월 16일      | 독립               | 데스크톱                          | http://www.debian.org                                                     |
| 슬랙웨어                      | 패트릭 볼커딩                            | 1993년 7월 17일      | SLS                | 데스크톱                          | http://www.slackware.com                                                  |
| 맨드리바 리눅스               | 맨드리바                                 | 1998년 7월 23 일     | 맨드리바 리눅스    | 데스크톱                          |                                                                           |
| 64 스튜디오                   | 다니엘 제임스, 프리 에카나야카           | 2005년 5월 9일       | 데비안             | 멀티미디어                        |                                                                           |
| ALT 리눅스                    | ALT 리눅스 팀                            | 2001년 3월 21일      | 독립               | 데스크톱, 워크스테이션, 서버      |                                                                           |
| 아치 리눅스                   | 주드 비넷                                | 2002년 8월 9일       | 독립               | 특별히 없음                       | https://www.archlinux.org                                                 |
| 아크 리눅스                   | 베른하르드 로센크라엔저                  | 2003년 1월 25일      | 독립               | 데스크톱                          |                                                                           |
| 아시아눅스                    | 훙치 리눅스, 미라클 리눅스, 한글과컴퓨터 | 2004년 6월           | RHEL               | 워크스테이션, 서버                | https://www.asianux.com                                                   |
| BLAG                          | 브릭스톤 리눅스 액션 그룹                | 2002년 10월 22일     | 페도라             | 데스크톱                          |                                                                           |
| 크런치뱅 리눅스               | 필립 뉴보로우                            | 2008년 1월 30일      | 우분투             | 데스크톱                          |                                                                           |
| 크럭스                        | 펠 리덴                                  | 2001년 1월 20일      | 독립               | 특별히 없음                       |                                                                           |
| 댐 스몰 리눅스                | 존 안드레우스                            | 2003년               | 크노픽스           | 휴대                              | https://web.archive.org/web/20170108081359/http://www.damnsmalllinux.org/ |
| 델리 리눅스                   | 헨리 젠센                                | 2002년 10월          | 독립               | 데스크톱                          |                                                                           |
| 디네:볼릭                     | 자로밀                                   | 2001년 6월           | 독립               | 소리 및 영상 편집                 |                                                                           |
| 이지 피지                     | 존 람비                                  | 2008년 7월 4일       | 우분투             | 넷북                              |                                                                           |
| 이라이브                      | 트하나텔메싯                             | 2005년 1월 1일       | 데비안             | 데스크톱                          |                                                                           |
| 차이싸 마기차                 | 차이싸 마기차 소프트웨어                 | 2000년 10월 28일     | 맨드리바 리눅스    | 데스크톱, 서버                    |                                                                           |
| 엔갈데 세큐어 리눅스          | 가디안 디지털                            | 2001년               | 독립               | 서버                              |                                                                           |
| 핀닉스                        | 리안 핀니에                              | 2000년 3월 22일      | 데비안             | 서버                              |                                                                           |
| 포어사이트 리눅스             | 켄 반디네                                | 2004년 12월          | 알패스 리눅스      | 데스크톱, 워크스테이션, 그놈 전시 |                                                                           |
| 프루갈웨어                    | 미클로스 바즈나                          | 2004년 9월 2일(추정) | 슬랙웨어           | 특별히 없음                       |                                                                           |
| 그뉴센스                      | 브리안 브라질, 폴 O'말레이               | 2006년 11월 2일      | 우분투             | 데스크톱                          |                                                                           |
| 고보리눅스                    | 히샴 무함마드, 안드레 데트스츠흐         | 2002년 3월 20일      | 독립               | 데스크톱                          |                                                                           |
| gOS                           | 굿 OS LLC                                | 2007년 11월 1일      | 우분투             | 데스크톱                          |                                                                           |
| 임피 리눅스                   | 가어텡 리눅스 사용자 모임                | 2003년 11월          | 데비안             | 데스크톱                          |                                                                           |
| PCLinuxOS                     | 빌 레이놀드                              | 2005년 7월 7일       | 맨드리바 리눅스    | 데스크톱                          | http://www.pclinuxos.com/                                                 |
| 미고                          | 인텔, 노키아                             | 2010년 5월 26일      | 독립               | 넷북, 태블릿, 모바일기기          |                                                                           |
| 드라고라                      | Matias A. Fonzo                          | 2009년 3월 13일      | 슬랙웨어           | 데스크톱                          |                                                                           |
| 칼리 리눅스                   | Offensive Secrety                        | YYYY년 MM월 DD월     |                    |                                   | kali.org                                                                  |

### 대한민국의 리눅스 배포판
- 알짜 리눅스 : 2000년 개발 및 지원 중단
- 미지 리눅스 : 2001년 개발 중단
- 다이나 리눅스 : 다이나 시스템에서 개발. 자사 사이트에 무상 배포 중이며, 판매용 자사 데스크톱 컴퓨터에 탑재 중.
- 마루
- 한소프트 리눅스
- 안녕 리눅스
- 지눅스 : SK C&C 제작 및 지원
- 넘버원리눅스OS
- 코분투 : 2012년 개발 중단
- SU리눅스
- Allix 리눅스
- 와우 리눅스 : 2016년 개발 중단
- 아시아눅스
- 하모니카(HamoniKR) - 리눅스 민트 기반의 대한민국 정부 배포판. 공식 홈 페이지
- 구름 플랫폼
- 한컴 구름
- 티맥스OS
- 티맥스구름

## 같이 보기
- 리눅스 배포판 비교
- 경량 리눅스 배포판